# Штурм, Якоб
Я́коб (Я́ков) Штурм (нем. Jacob Sturm, 1771—1848) — немецкий энтомолог, ботаник и гравёр, живший в Нюрнберге; сын гравёра Иоганна Георга Штурма.
Среди мастеров, иллюстрировавших энтомологические и ботанические научные издания в Германии в конце XVIII — начале XIX веков, Якоб Штурм был наиболее известен.
Он был знаменитым коллекционером насекомых, интересовался многими вопросами естествознания; в 1801 г. стал основателем Нюрнбергского общества естественной истории.
Гравюры на меди, создававшиеся Штурмом, всегда имели небольшой размер (их высота составляла от 12 до 15 см), что было необычно для того времени. Художник сознательно выбрал такой уменьшенный формат, чтобы снизить цену на книги и сделать знания о немецкой флоре и фауне как можно более доступными. Его гравюры выглядели аккуратно и привлекательно; на них, несмотря на размер, были показаны мельчайшие детали — в результате работы Штурма пользовались огромной популярностью не только среди натуралистов, но и среди широкой публики.
Наиболее известны иллюстрации Якоба Штурма к следующим книгам:
- «Deutschlands Flora in Abbildungen nach der Natur mit Beschreibungen» («Флора Германии в рисунках с натуры, с описанием»). Нюрнберг, 1796—1862. Всего было выпущено более 160 частей, содержащих 2 472 гравюры, текст к которым был написан известными ботаниками. После смерти Якоба Штурма работу над книгой продолжил его сын, Иоганн Вильгельм Штурм.
- «Deutschlands Fauna in Abbildungen nach der Natur, mit Beschreibungen» («Фауна Германии в рисунках с натуры, с описанием»). Нюрнберг, 1797—1857. Для этого издания Якоб Штурм и его сыновья подготовили более пятисот гравюр.
- «Энтомология» Оливье в переводе Карла Иллигера. Нюрнберг, 1802—1803. 96 гравюр жуков.
- Deutschlands Insectenfaune et Kritische Revision der Insectenfaune Deutschlands. Георга Вольфганга Франца Панцера (Нюрнберг, 1805—1806).

## Образцы работ Якоба Штурма
| |  |  |  |
| Слева направо: Водяника чёрная, Змееголовник молдавский, Пустырник сердечный, Белокопытник гибридный. Ботанические иллюстрации из книги «Deutschlands Flora in Abbildungen». |  |  |  |